# MUSIC COASTER ∞
MUSIC COASTER ∞（ミュージック・コースター・インフィニティ）は、FM OSAKAで放送されていたオールJ-POPのFMラジオ音楽番組。

## 概要

### 沿革
放送開始
- 2010年10月 - 放送開始。

2005年4月から4年にわたって放送されたMUSIC COASTERをリニューアルする形で開始。
リニューアルした点は、
1. ワンマンDJスタイルになった。森裕子が新DJとして参加。
2. クイズコーナーがキミプレからシンクロQに変わった（後述）。
3. COASTER TRAXXXがなくなった。ただし、1週間通して同じ曲をエンディングとする体制は変わっていない。
4. その他一部コーナーの開始・終了があった。

半年で終了
- 2011年3月、わずか半年で番組が終了することが発表された。4月からは18:00-20:00に短縮した上であつまれ!MUSIC COASTERとして、MUSIC COASTERシリーズは存続させる。16・17時台は、新番組Realize!を開始。

### 番組グッズ
番組グッズは、番組内で出題される「シンクロ」Qに正解した人の中から抽選でプレゼントされる。なお、プレゼントの応募は、19:30までである。
- MUSIC COASTER ∞ オリジナルシャーペン

## 放送時間
- 2010年10月-

月-木 16:00-20:00

## DJ
- 月・火 - 森裕子
- 水・木 - 遠藤淳

番組打ち切り後、森は16・17時台、遠藤は18・19時台に新設された帯番組のDJを担当することになった。

## タイムテーブル
2011年1月時点
- 不定期 気になる!?

- 16:15 Traffic Report
- 16:45 キュンドキ☆ムービーズ
- 16:57 Traffic Report
- 17:17 赤い風船 東京ディズニーリゾート®への旅 Dream Information!
- 17:30 NEWS&Weather&Traffic Report
- 17:35 Ticket-Reserve（チケリザ）COASTER
- 17:43 （ここで「前半戦終了」とされる。ここから15分間はDJが出演せず、録音コーナーとなる。）
- 17:45 快適生活ラジオショッピング
- 17:50 東京海上日動Presents Humanglobe Traveler
- 18:05 JSBC SNOWTOWN White Information
- 18:07 Let'sゲレンデインフォメーション
- 18:14 Traffic Report
- 18:15 COASTER PARTY by NTTドコモ
- 18:58 Traffic Report
- 19:20 THE KIDDIEのChuするday(火)
- 19:20 NO DOUBT COASTER(水)
- 19:20 Traffic Report
- 19:40 Traffic Report

## コーナー
シンクロQ
ある答えを導き出すヒントを番組中3回出題する。前身番組ではADのシマコが担当していたが、リニューアル後は大阪アニメーションスクールに通う学生が出題する。
| FM OSAKA 月-木16:00-20:00 | FM OSAKA 月-木16:00-20:00 | FM OSAKA 月-木16:00-20:00                                                            |
| 前番組                    | 番組名                    | 次番組                                                                               |
| ------------------------- | ------------------------- | ------------------------------------------------------------------------------------ |
| MUSIC COASTER             | MUSIC COASTER ∞           | 16:00-17:44 Realize!17:44-18:00 （内包番組を独立）18:00-20:00 あつまれ!MUSIC COASTER |